# Ugolino Verino
Ugolino Verino (Firenze, 1438–1516) olasz humanista költő, aki latin nyelvű műveivel vált naggyá.
A kiváló költőként is ismert Cristoforo Landino tanítványai közé tartozott. Számos firenzei közfunkciót töltött be, de pedagógiai munkássága is jelentős, hiszen tanítványai közt szerepelt a majdani X. Leó pápa is. Az antik elégikus hagyomány újraélesztőjeként szerzett hírnevet Flametta című kötetével, mely szerelmét, Fiammettát magasztalja Tibullus és Ovidius megreformált eszköztárával. Panegyricust költött Ferdinánd király és Izabella számára, de eposzt is írt Carlias címmel. Epigrammák című kötetét Mátyásnak dedikálta.
Magyarul a Parnasszus 2004/nyári számában olvasható egy szerelmesverse.